# Église Saint-Maurice de Plumelec
L’église Saint-Maurice est une église catholique située au lieu-dit « Saint-Aubin » dans la commune de Plumelec, en France.

## Localisation
L'église est située au centre du village Saint-Aubin, sur la limite Est de la commune de Plumelec (Morbihan), sur la D174, à 5 kilomètres du bourg.

## Historique
Édifiée en 1513, l'église Saint-Maurice remplace l'ancienne chapelle Saint-Aubin fondée par les seigneurs de Callac. La date nous est donnée par une inscription gravée sur une sablière : 
« De part Jésus, l'an mil cinq cet et traize, Jehan de Callac, Seigneur de Rohan et de la Saulderaye, pour son enfeu prohibitif, et à ses hoirs, fist cet chanceau construire et faire. Dieu lui pardoint et à feux nobles gens Jacquette de Kermeno sa compagne et à Messire Hervé de Callac son frère, à Maurice de Callac son fils et à tous leurs amis. Amen. »
Cette inscription est aussi gravée à l'extérieur de l'église, sur le bandeau de pierre soutenant la toiture.
Saint-Aubin n'était jusque-là qu'une trève de Plumelec. Elle devient paroisse en 1872. Depuis 1985, elle n'a plus de prêtre. Le recteur de Plumelec y officie.

## Architecture
La nef ne possède pas de bas-côté et le transept est caractérisé par des croisillons débordants.
Le chœur est plus élevé que le reste de l'édifice et le chevet est plat.
La chapelle des fonts baptismaux a remplacé l'ancien ossuaire daté de 1690.
Le clocher est une tour carrée du XVIIe siècle.
La charpente, travaillée comme dentelles, est remarquable et rare. Elle est l'œuvre des frères Nivet qui habitaient la Ville-Heu et venaient à Saint-Aubin sur des chevaux de bois, ancêtres du vélo. Les poutres et les sablières représentent des scènes champêtres et la Passion. Elles sont terminées par des gargouilles « engueulées » : un dragon qui vomit un dragon qui vomit un dragon. Ou serait-ce l'inverse : un dragon avale un dragon qui avale un dragon ? Une allégorie du pouvoir politique et économique qui détruit le peuple (selon le texte explicatif proposé aux visiteurs).
À l'extérieur, sous le porche sud, on trouve, au sol, une stèle et, encastré dans le mur, un bénitier.
L'église Saint-Maurice fait l’objet d’une inscription au titre des monuments historiques depuis le 9 juin 1925.

## Galerie d'images

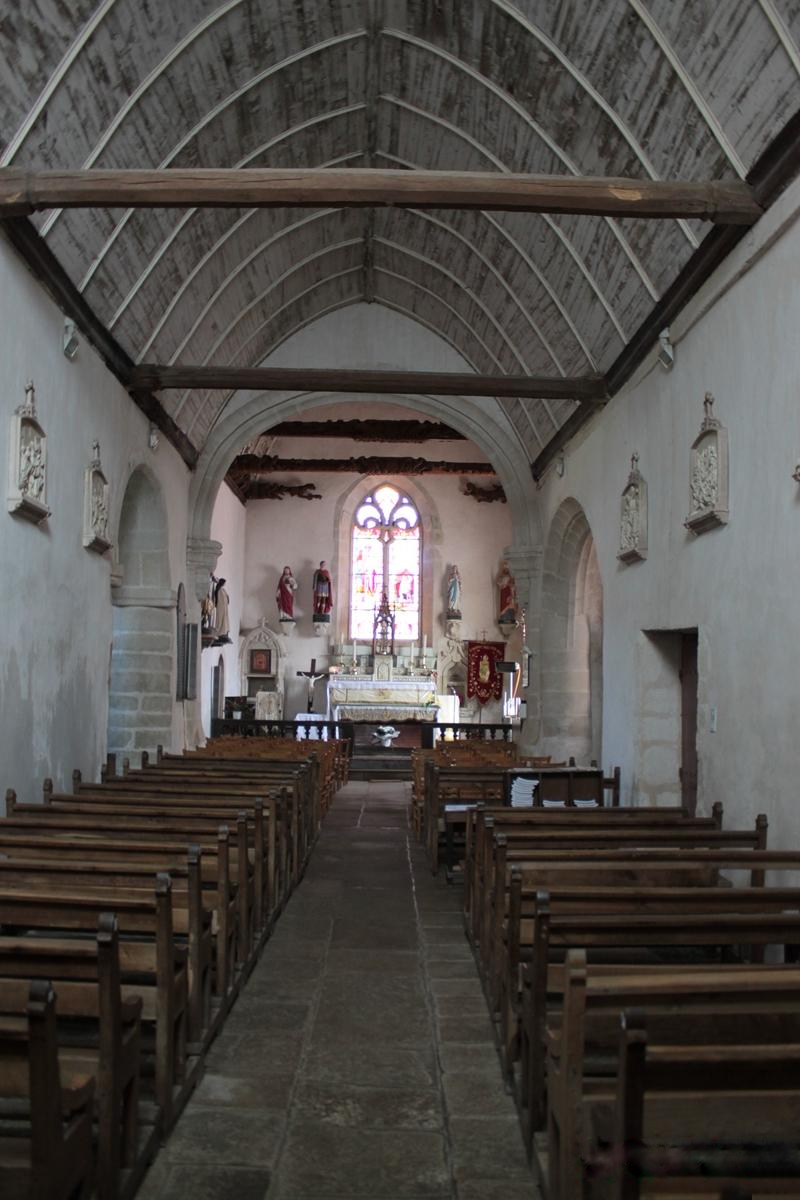
La nef.
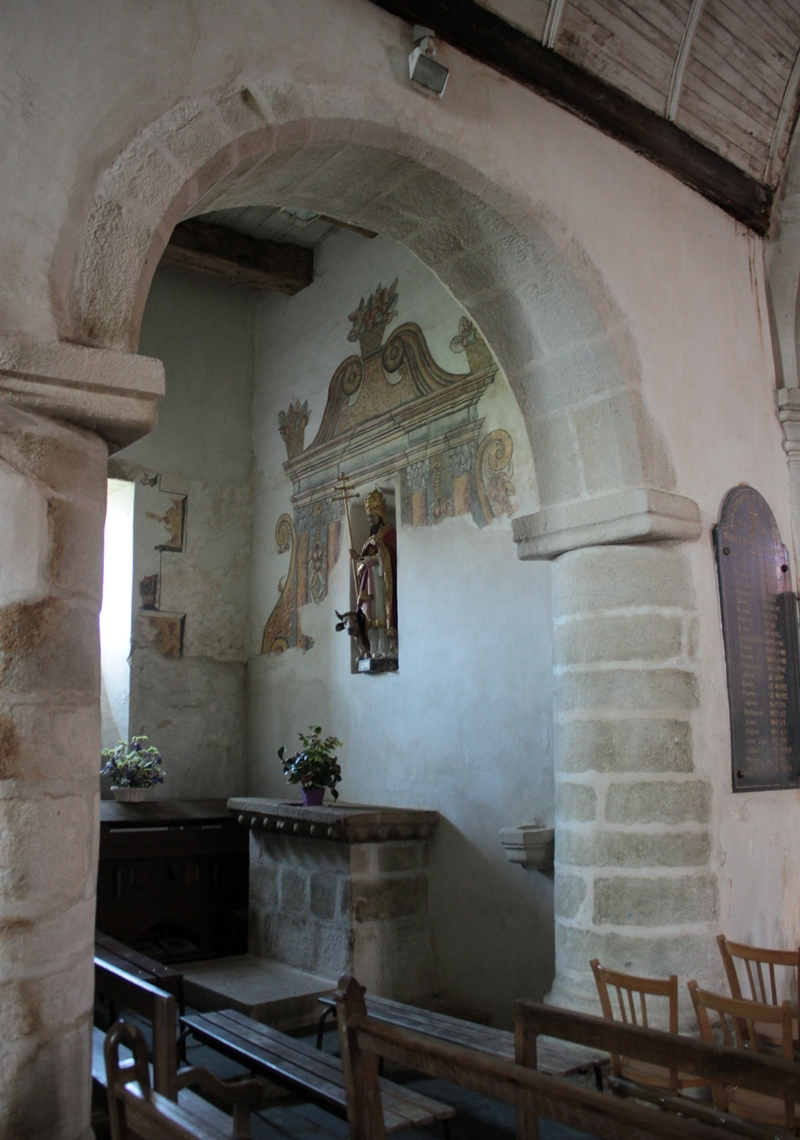
La chapelle nord.
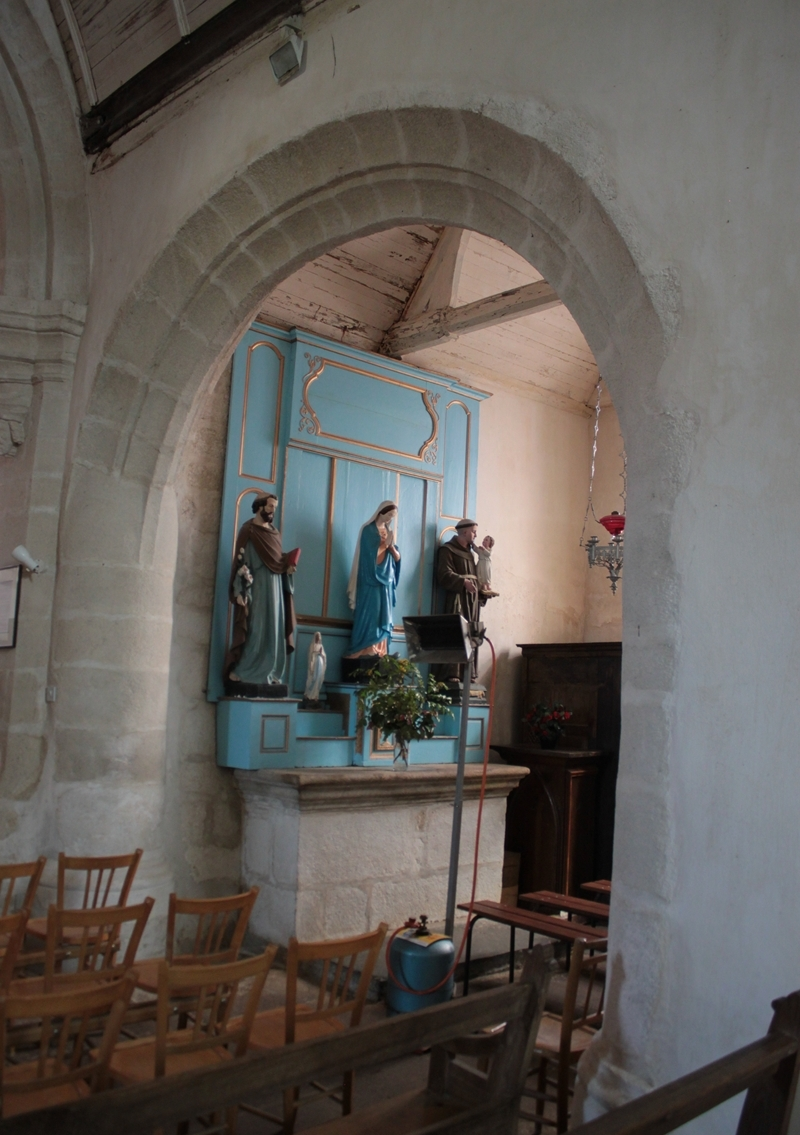
La chapelle sud.
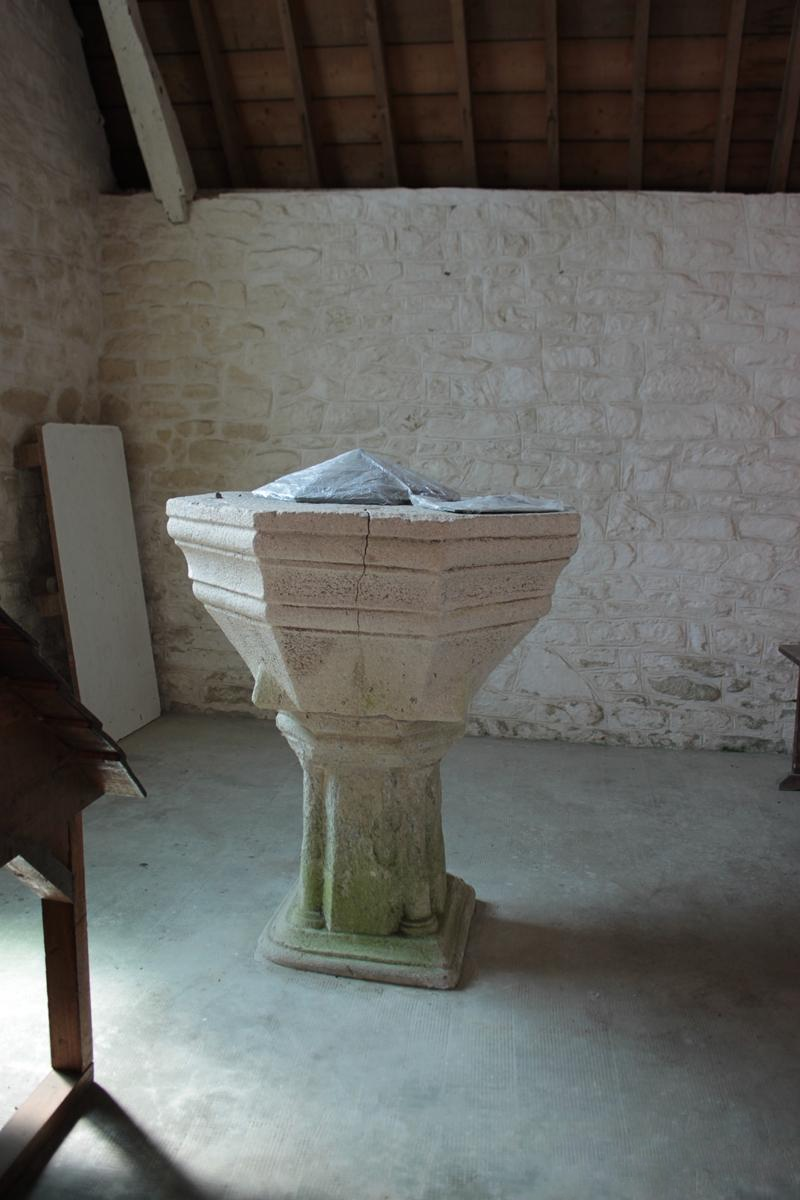
Les fonts baptismaux.
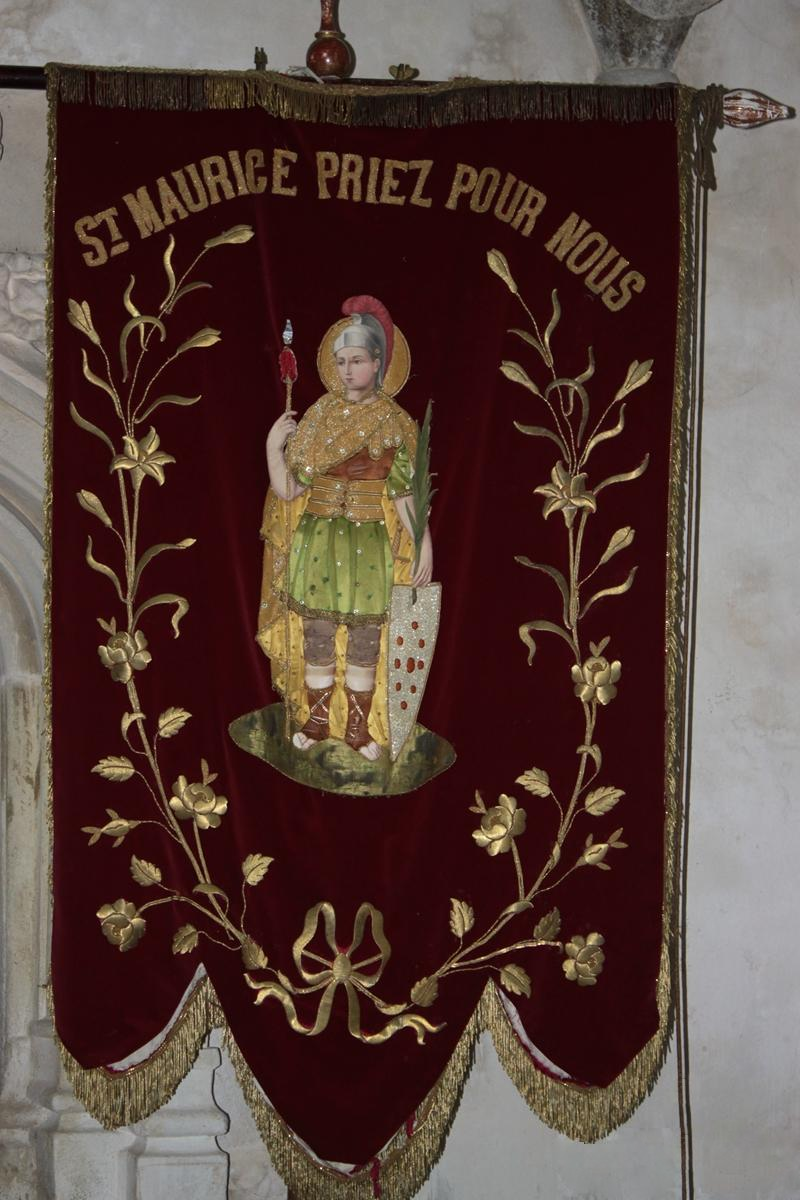
La bannière.
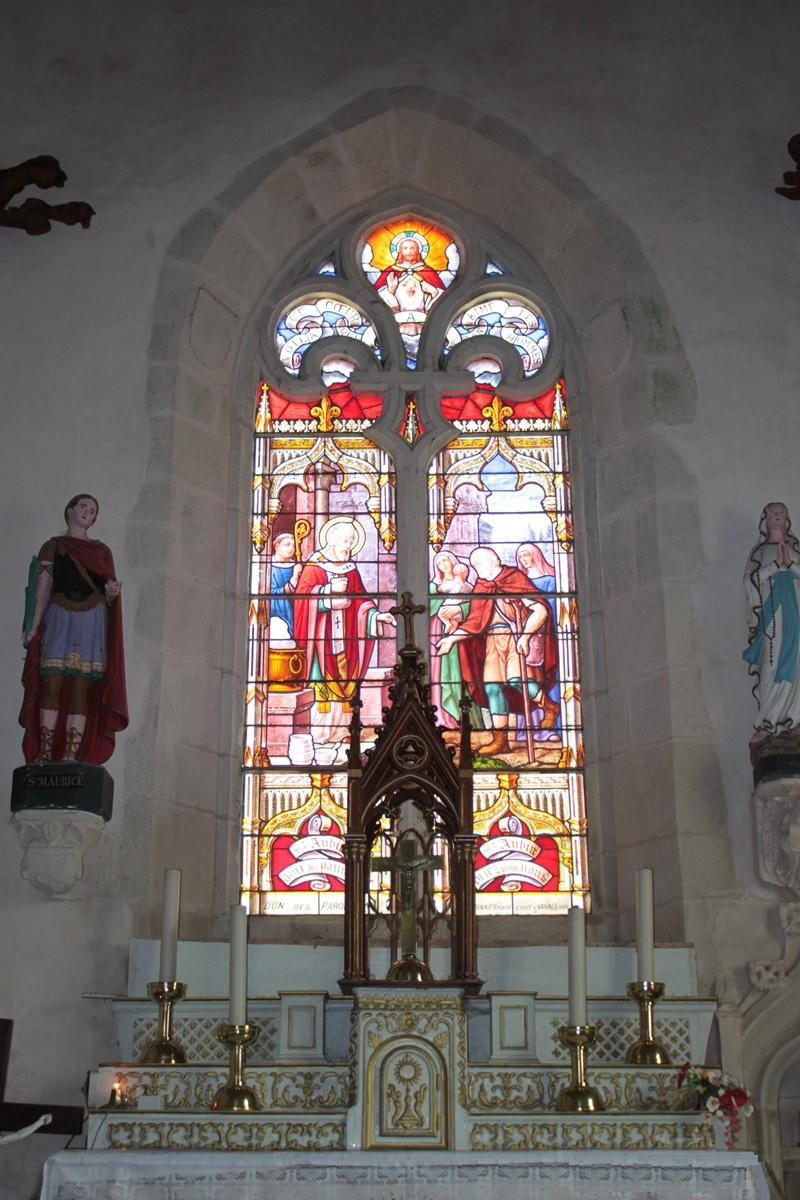
L'autel.
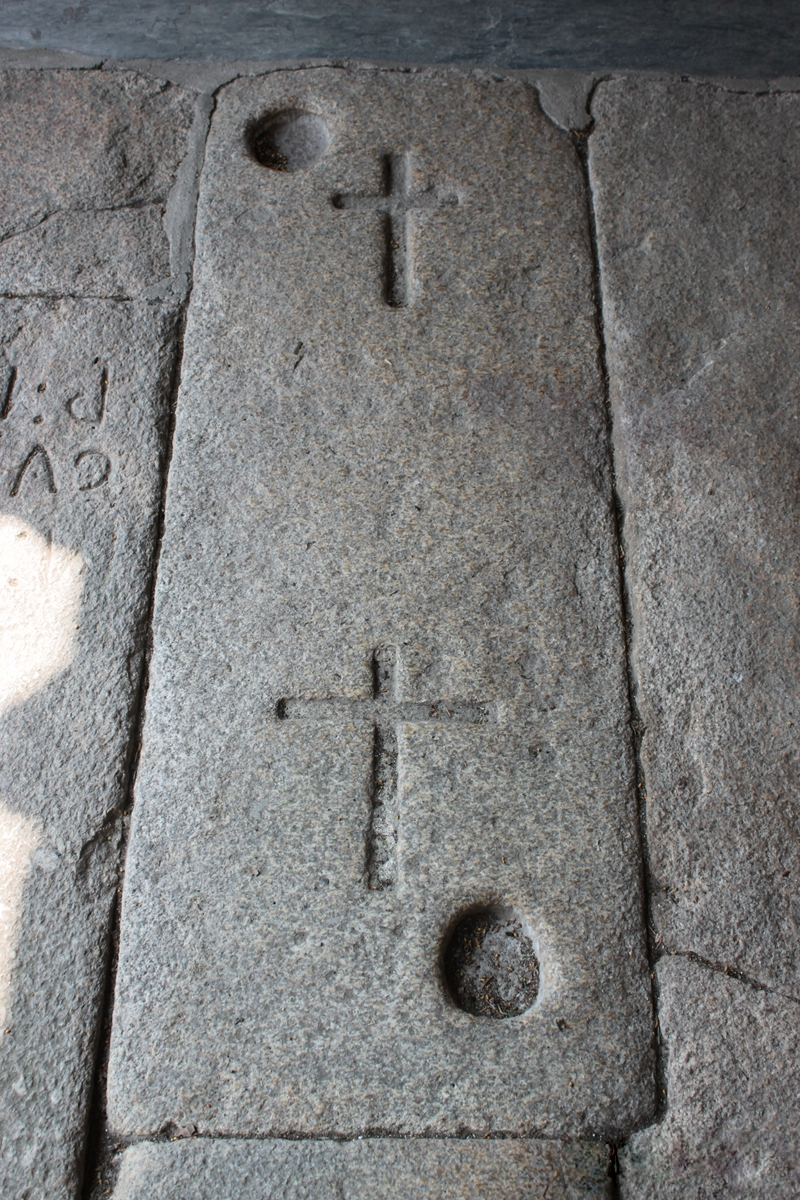
La stèle sous le porche sud,.
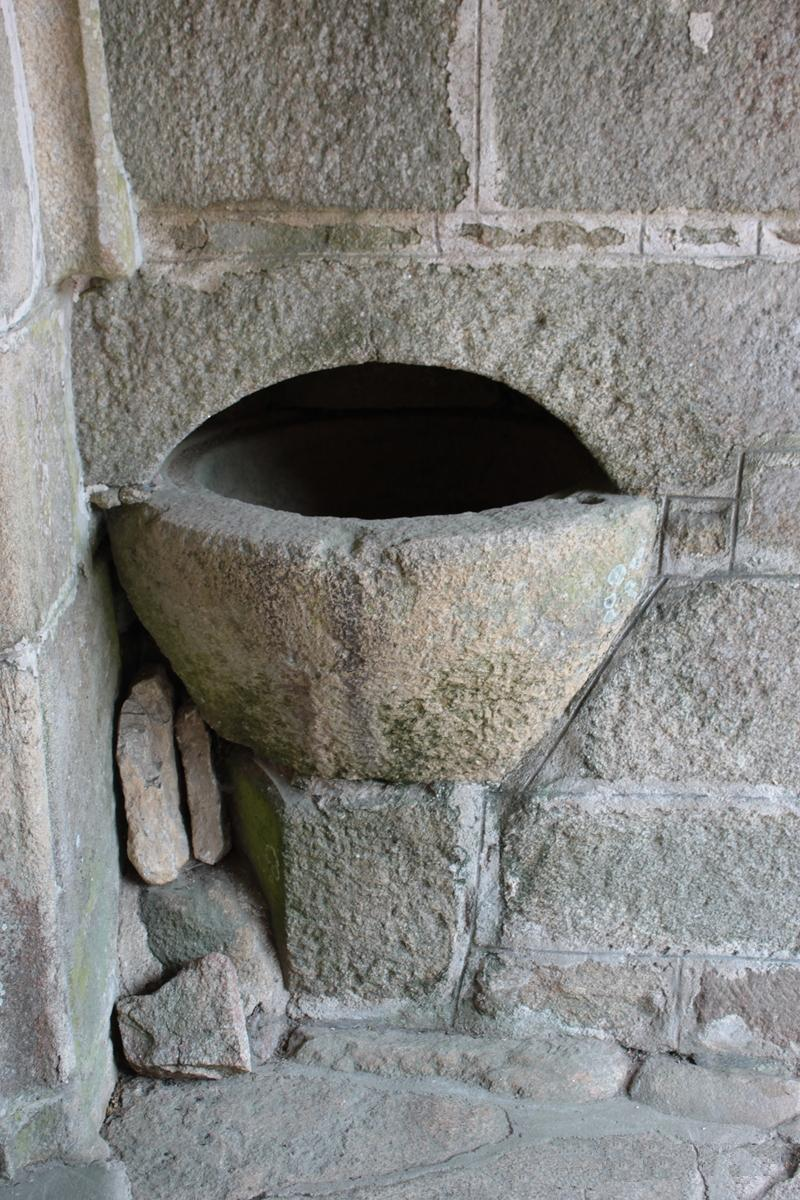
Le bénitier sous le porche sud.
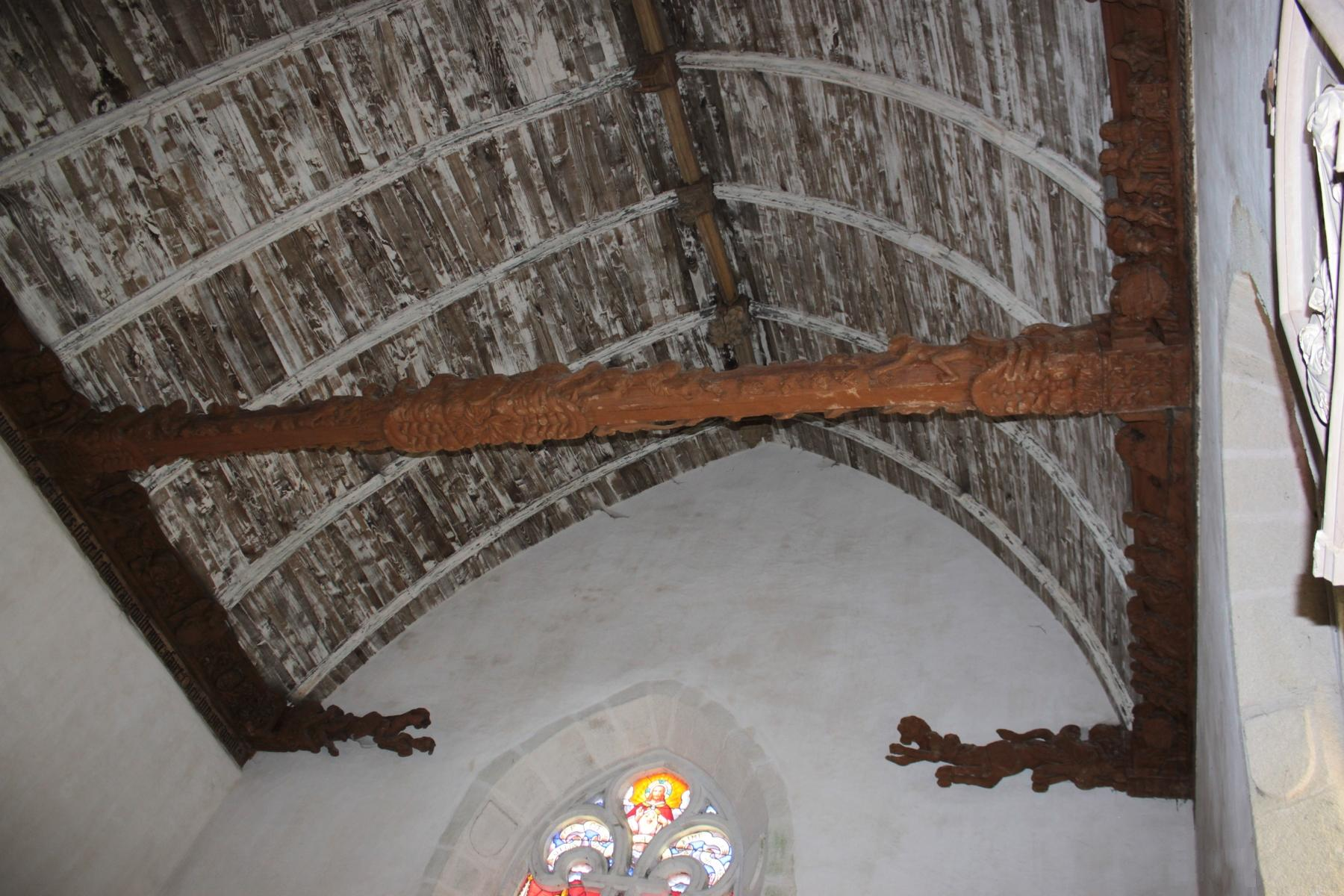
La charpente.
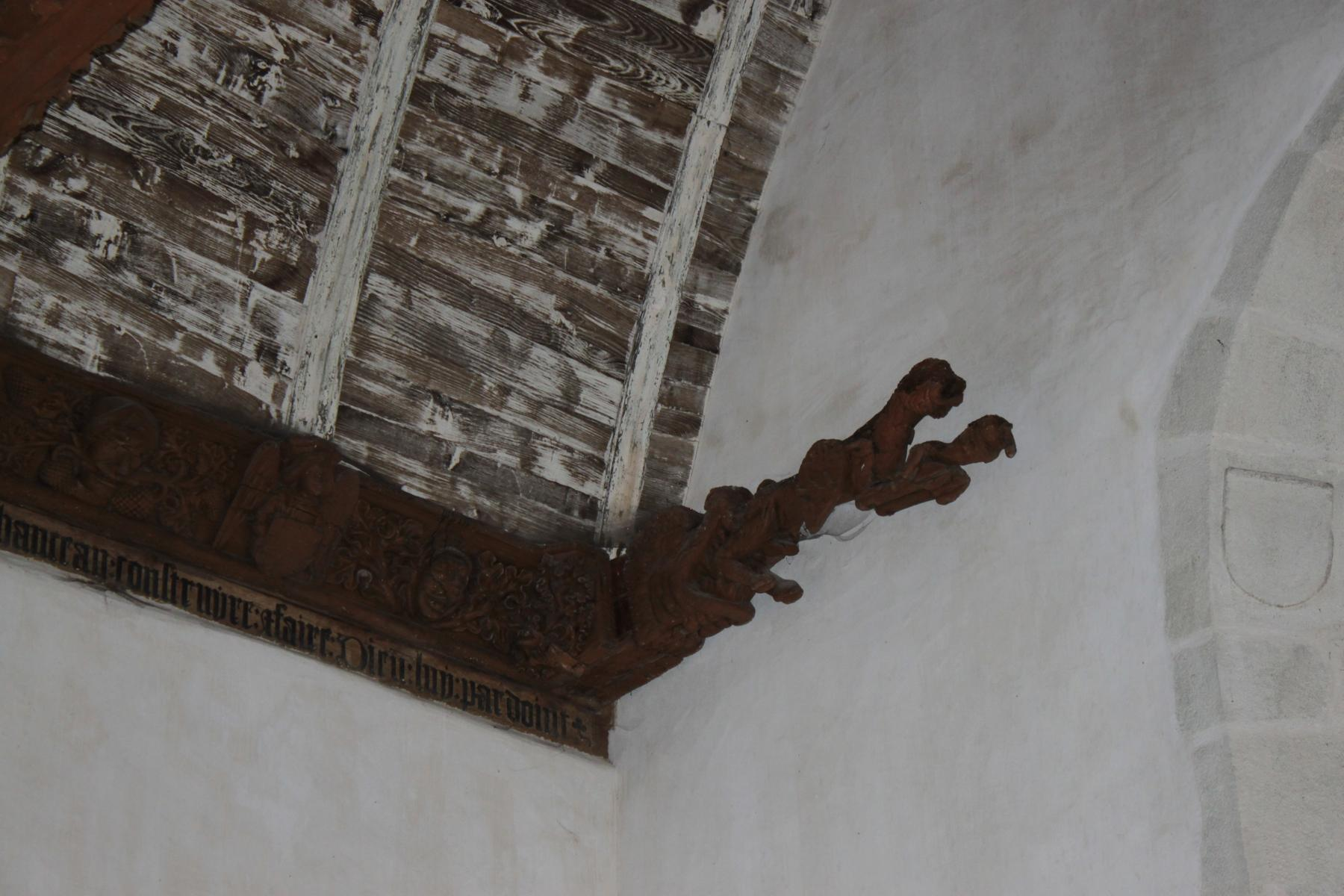
Les gargouilles de la charpente.